# GB Airways
GB Airways was een Britse luchtvaartmaatschappij met haar thuisbasis op het vliegveld Gatwick in Londen. Zij voerde voor British Airways onder BA-vluchtnummers lijnvluchten uit binnen Europa.

## Geschiedenis
GB Airways is opgericht in 1931 als Gibraltar Airways. In 1947 werd de maatschappij gereorganiseerd door British European Airways en de naam gewijzigd in Gibair. In 1995 werd het een franchise-onderneming van British Airways onder de huidige naam GB Airways. Door verkoop van de maatschappij in 2008 werd GB Airways opgenomen in easyJet.

## Vloot
De vloot van GB Airways bestond uit: (november 2007)
- 9 Airbus AB320-200
- 6 Airbus AB321-200